# Вербівці (зупинний пункт)
Вербі́вці — пасажирський зупинний пункт Жмеринської дирекції Південно-Західної залізниці.
Розташований неподалік від села Вербівців Шепетівського району Хмельницької області на лінії Шепетівка — Старокостянтинів I між станціями Чотирбоки (7 км) та Антоніни (24 км). Відстань до ст. Шепетівка — 31 км, до ст. Старокостянтинів I — 39 км.
Відкритий 1951 року як роз'їзд Вербівці.